# Vihula (gemeente)
Vihula (Estisch: Vihula vald) was een gemeente in de Estlandse provincie Lääne-Virumaa. De gemeente telde 1887 inwoners op 1 januari 2017. In 2011 waren dat er 1603. De oppervlakte bedroeg 367,1 km². De hoofdplaats was Võsu, de enige plaats in de gemeente met de status van alevik (vlek). Daarnaast telde de gemeente 52 dorpen, waarvan Käsmu, Palmse, Võsupere, Vergi, Vihula en Annikvere de grootste waren. De gemeente lag aan de noordkust van Estland, aan de Finse Golf.
In 2017 is Vihula opgegaan in de gemeente Haljala.

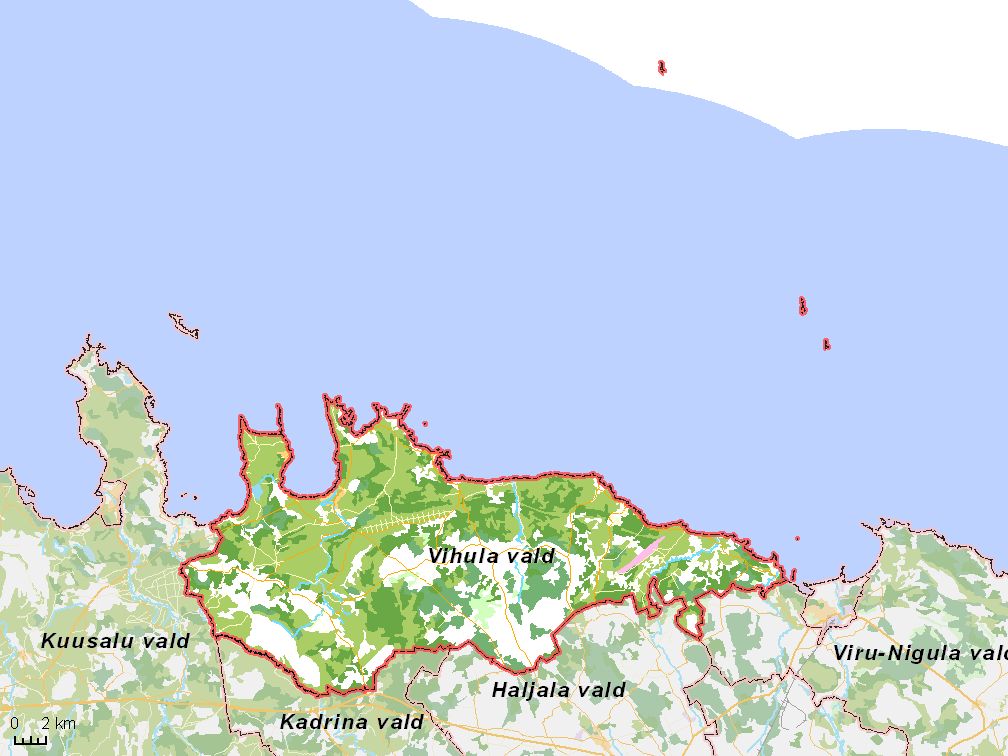
De vroegere gemeente met omliggende gemeenten